# Западная Четвёртая улица (Си-Трейн)
«Западная Четвёртая улица» (англ. 4 Street Southwest) — станция Си-Трейна в Калгари. Эта станция открылась к 1981 году и в настоящее время обслуживает 11 100 пассажиров за день.
Станция расположена между 4-й и 5-й улицами; открытие состоялось 25 мая 1981 года. 7 января 2010 года была закрыта для проведения капитального ремонта; открытие перестроенной станции состоялось 21 января 2011 года. Старая станция сразу же была снесена.
Как и все станции 7 авеню, платформа одновременно может обслуживать 4 вагона.
В 2005 году был зафиксирован средний пассажиропоток в размере 11 100 посадок.